# Sum czerwonoogonowy
Sum czerwonoogonowy (Phractocephalus hemioliopterus) – gatunek ryby z rodziny mandiowatych, jedyny przedstawiciel rodzaju Phractocephalus. W Wenezueli jest znany jako cajaro, a w Brazylii jako pirarara.

## Występowanie
Tropikalna Ameryka. Rozpowszechniony w dorzeczach Amazonki i Orinoko w Ameryce Południowej. W swoim naturalnym środowisku sumy czerwonoogonowe występują w większych rzekach, strumieniach i jeziorach. Podczas wysokiej wody zapuszczają się w zalane lasy. Żyje głównie przy dnie zbiorników. Osobniki odbywają też migracje w górę rzeki Caquetá w Kolumbii, na przełomie marca i czerwca. 

## Biologia
Gatunki z rodziny mandiowatych (Pimelodidae) charakteryzuje podłużne oraz nagie (pozbawione łusek) ciało. Krótka płetwa grzbietowa oraz płetwa ogonowa posiadają twarde kolce. Na grzbiecie, za płetwą grzbietową, znajduje się krótka, ale masywna płetwa tłuszczowa. Jedną z najbardziej wyróżniających się cech jest obecność trzech par wąsów, najdłuższa z nich znajduje się na górnej szczęce. 
Sum czerwonoogonowy jest jednym z najbarwniejszych dużych sumów występujących w dorzeczach Amazonki i Orinoko. Pirarara jest bardzo charakterystycznym gatunkiem. Posiada dużą głowę i szeroki otwór gębowy. Brązowawy grzbiet, żółte boki i czerwonopomarańczowe płetwy grzbietowe oraz ogonowe sprawiają, że ten sum jest bardzo rozpoznawalny. 
Sum czerwonoogonowy jest rybą drapieżną. Wykorzystuje dobrze rozwinięte chemosensoryczne i dotykowe zdolności do wyczuwania ofiary. Jego pożywienie składa się głównie z innych ryb i skorupiaków, ale może  zawierać owoce, nasiona (zwłaszcza w sezonowo zalanych lasach).  Dorosłe osobniki mogą mieć powyżej 140 cm długości i ważyć około 44 kg. 

## Ekologia
Jego sposób rozmnażania się nie został jeszcze w pełni poznany, niemniej jednak u niektórych przedstawicieli z rodziny Pimelodidae zachodzi zapłodnienie zewnętrzne, a dorosłe osobniki nie opiekują się potomstwem. Dymorfizm płciowy zredukowany lub nie występuje.

## Znaczenie gospodarcze
Sum czerwonoogonowy jest niezwykle popularną rybą w akwariach publicznych, gdzie często przebywa z innymi dużymi rybami, takimi jak Colossoma macropomum, Arapaima gigas i innymi dużymi sumami. Często spotykany jest jako ryba akwariowa pomimo dużych rozmiarów. W akwarium, w którym ryby są dobrze karmione, sum czerwonoogonowy może rosnąć dość szybko. Karmienie cotygodniowe jest odpowiednie dla tego suma; przekarmienie jest częstą przyczyną śmierci u tego gatunku. Sum czerwonoogonowy żywi się żywymi i martwymi rybami oraz innym mięsem. Nawet młode osobniki o długości zaledwie kilku centymetrów są w stanie połknąć inne ryby w akwarium, dlatego umieszczać się je powinno z gatunkami o stosunkowo dużych rozmiarach. Sum czerwonoognonowy ma również zwyczaj połykania niejadalnych przedmiotów w akwarium. Ważne jest, aby te ryby były trzymane w dużych zbiornikach.
Ze względu na potencjalne duże rozmiary tego gatunku, sumy czerwonoogonowe są chętnie łowione przez wędkarzy. Aktualny światowy rekord wagi (IGFA) należy do Brazylijczyka Gilberta Fernandesa i wynosi  56 kg. Mówi się, że tubylcy nie jedzą mięsa suma czerwonoogonowego, ponieważ ma ono kolor czarny. Sum czerwonogonowy został zhybrydyzowany z innymi gatunkami, takimi jak np. Pseudoplatystoma. Hybrydy te są chętnie hodowane w akwariach.

## Aktualne kierunki badań naukowych
Obecnie, główne prowadzone badania dotyczą analizy cytogenetycznej Phractocephalus hemioliopterus. Mają one na celu sprecyzowanie powiązań wśród gatunków z rodziny Pimelodidae. W wyniku tychże badań odkryto charakterystyczny rozkład heterochromatyny w obrębie chromosomów, w szczególności w obrębie odcinków telomerycznych. Stanowi to wspólną cechę większości mandiowatych. Naukowcy odkryli również obecność odcinka heterochromatyny o nieznanej jak dotąd funkcji w regionie centralnym małych, metacentrycznych par chromosomów. Był on raportowany wcześniej w innych doniesieniach naukowych opisujących badania cytogenetyczne gatunków z tej rodziny, tak więc prawdopodobnie jest on specyficznym markerem cytogenetycznym. Informacja ta może okazać się pomocna podczas dalszych badań, prowadzonych w tym zakresie. 